# Johannes von Friz
Johannes Friz, ab 1856 von Friz, (* 9. November 1801 in Ebingen; † 25. Juni 1864 in Stuttgart) war ein württembergischer Oberamtmann und Staatsrat.

## Leben
Johannes Friz war der Sohn eines Strumpfwebers. Er machte eine Schreibereiausbildung und übte diesen Beruf auch mehrere Jahre aus. So arbeitete er als Stadtschreiber und Steuerkommissär in Wangen im Allgäu und auch beim Katasterbüro in Stuttgart. Erst spät studierte er Staatswissenschaften in Tübingen. 1826 legte er die Fakultätsprüfung und 1828 beim Innenministerium die Dienstprüfung ab. Das Referendariat leistete er beim Departement des Innern (Innenministerium) in Stuttgart ab. 1829 wurde er dann provisorischer und 1831 definitiver Oberamtmann beim Oberamt Waldsee. 1832 wurde Johannes Friz zum Oberamtmann von Freudenstadt ernannt, 1840 übernahm er das Oberamt Biberach. 1847 schließlich wurde er Oberamtmann in Ulm, gleichzeitig beförderte man ihn zum Regierungsrat. 1852 berief man Friz unter Beförderung zum Oberregierungsrat als außerordentliches Mitglied in den Geheimen Rat in Stuttgart. Am 27. Dezember 1854 wurde er Wirklicher Staatsrat und ordentliches Mitglied des Geheimen Rats. Johannes von Friz wurde auf dem Fangelsbachfriedhof in Stuttgart bestattet. 

## Ehrungen, Nobilitierung
- 1855 Ernennung zum Ehrenbürger der Stadt Ulm
- 1856 Kommenturkreuz des Ordens der Württembergischen Krone[1], das mit dem persönlichen Adelstitel (Nobilitierung) verbunden war
- 1862 Kommenturkreuz I. Klasse des Friedrichsordens